# Barry Smith (coureur)
Barry Smith is een Australisch voormalig motorcoureur. Zijn beste seizoenen waren die van 1968 en 1969, toen hij derde werd in het wereldkampioenschap 50 cc. In 1979, 1980 en 1981 werd hij wereldkampioen Formula Three TT. In 1978 en 1981 was hij Australisch kampioen in de 125cc-klasse. 

## Carrière

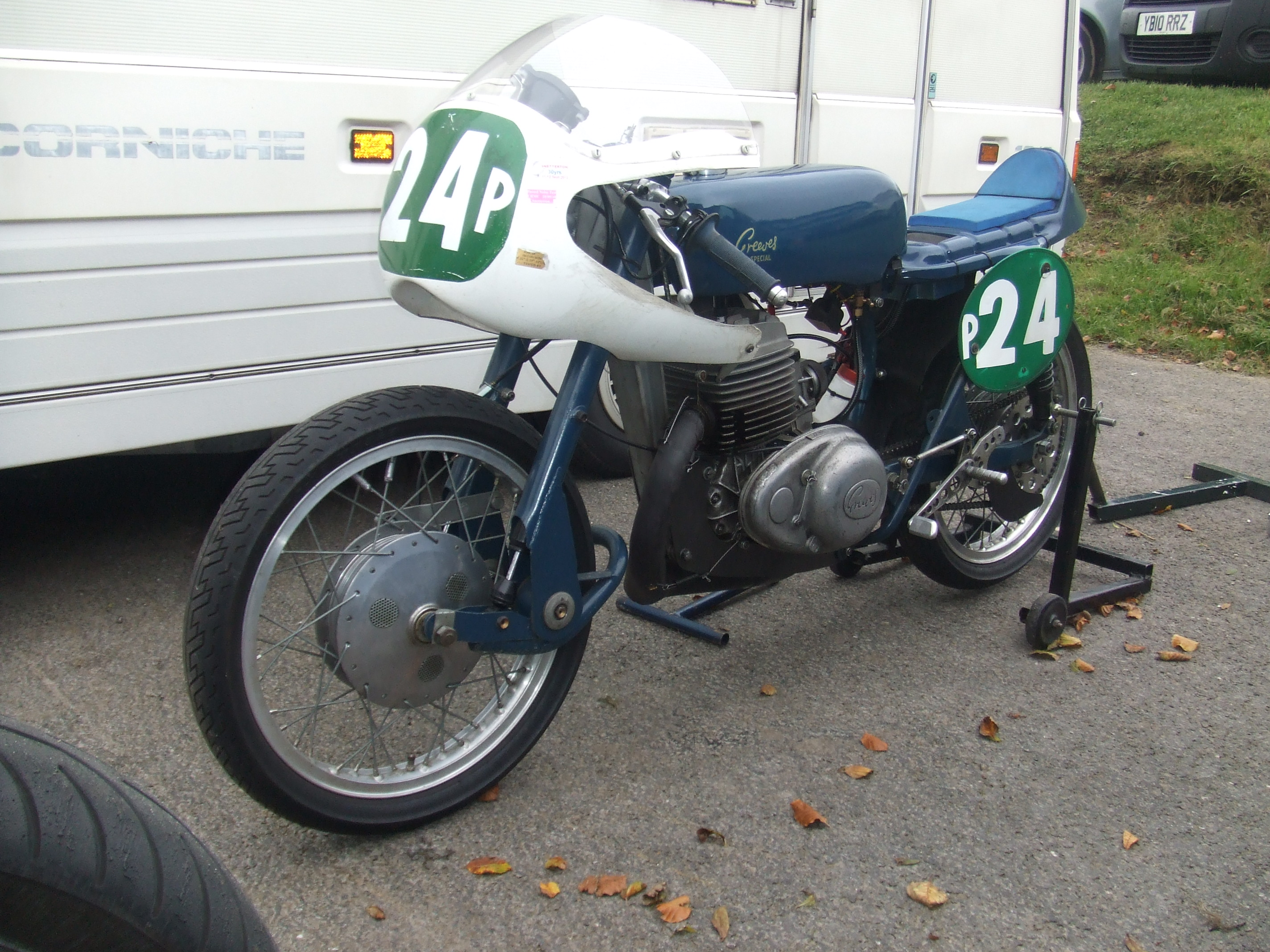
250cc-Greeves Silverstone

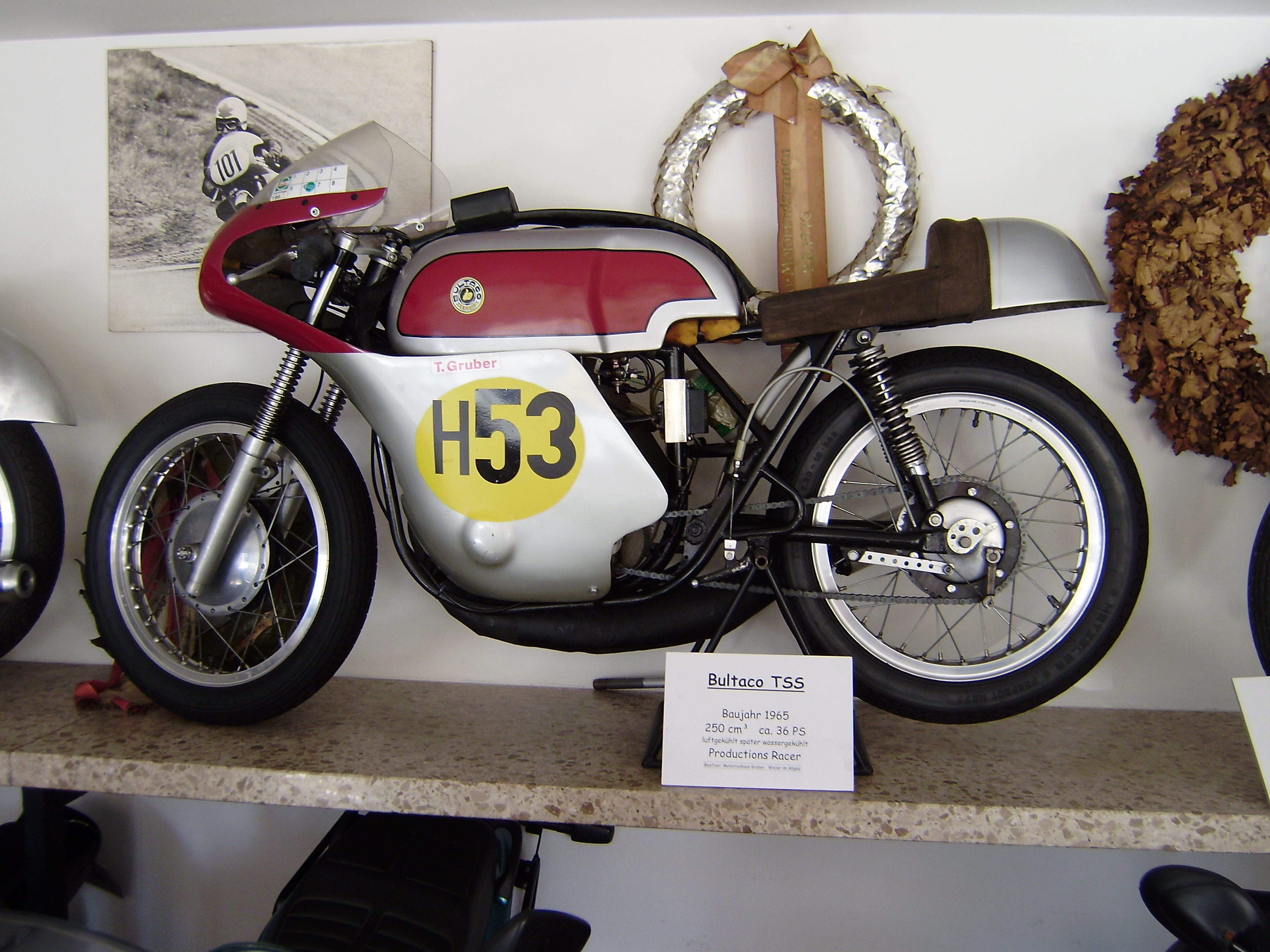
Bultaco TSS 250

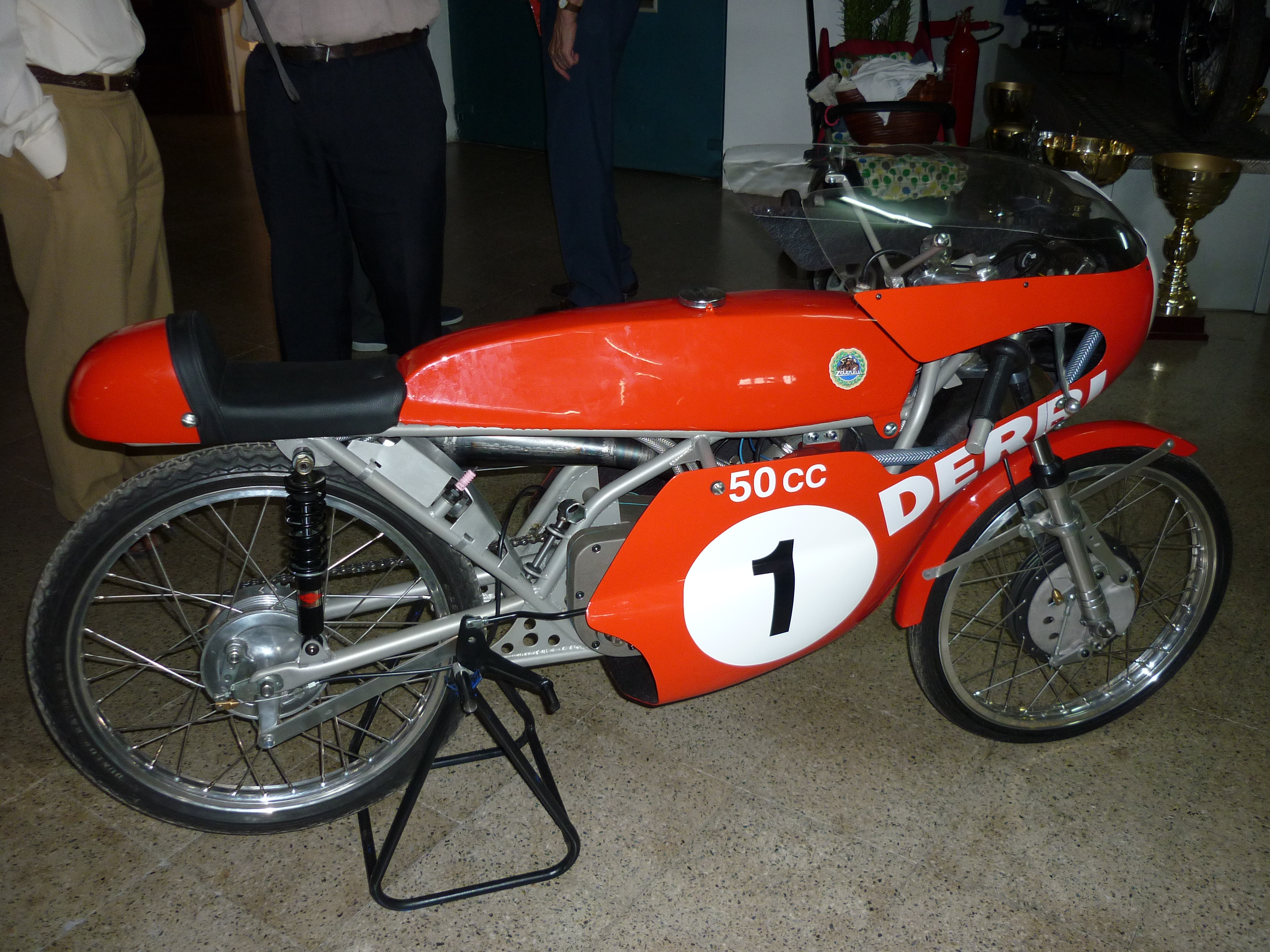
Derbi 50 GP uit 1969

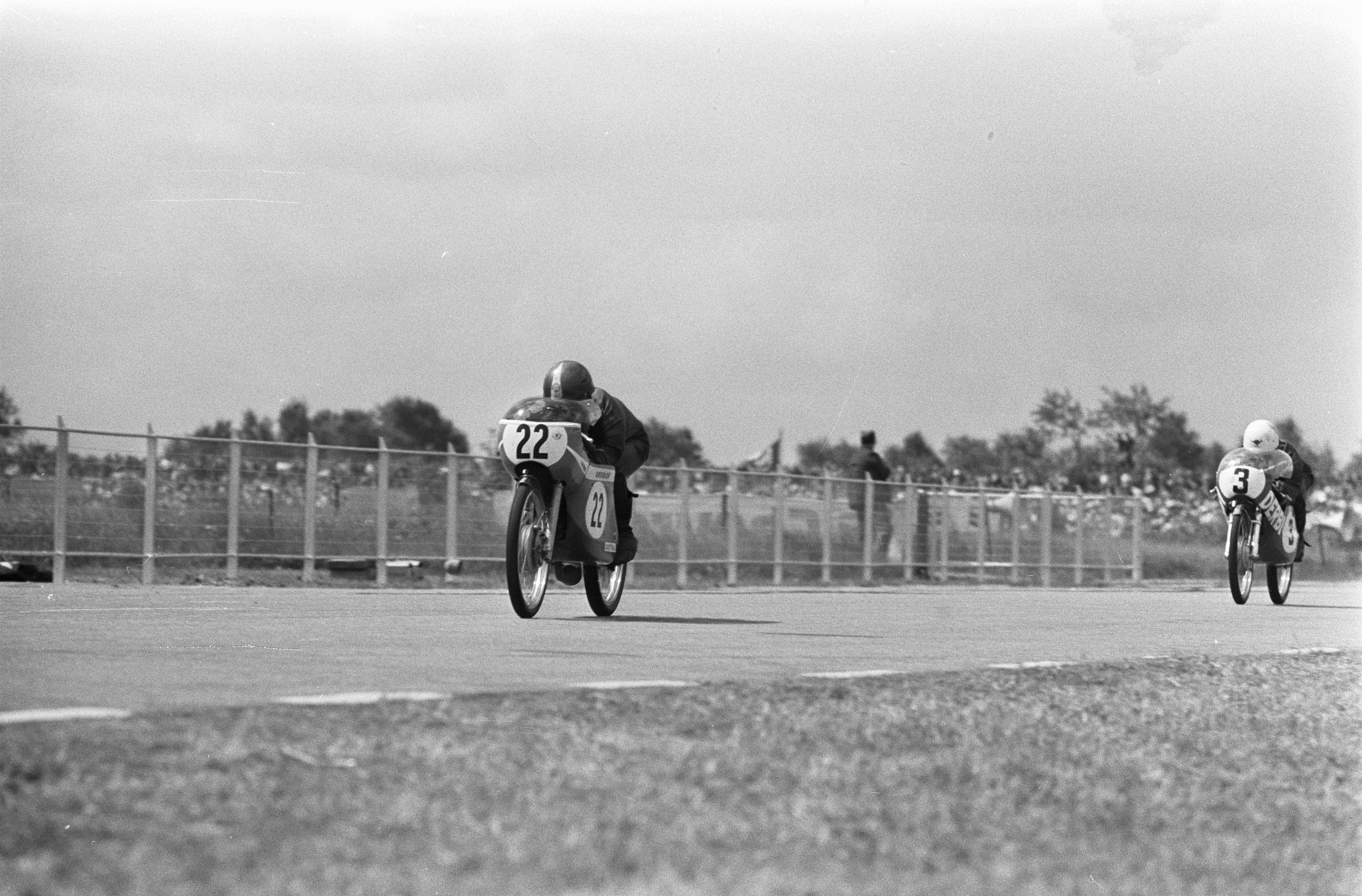
Barry Smith jaagt op Jan de Vries (TT Assen 1969).

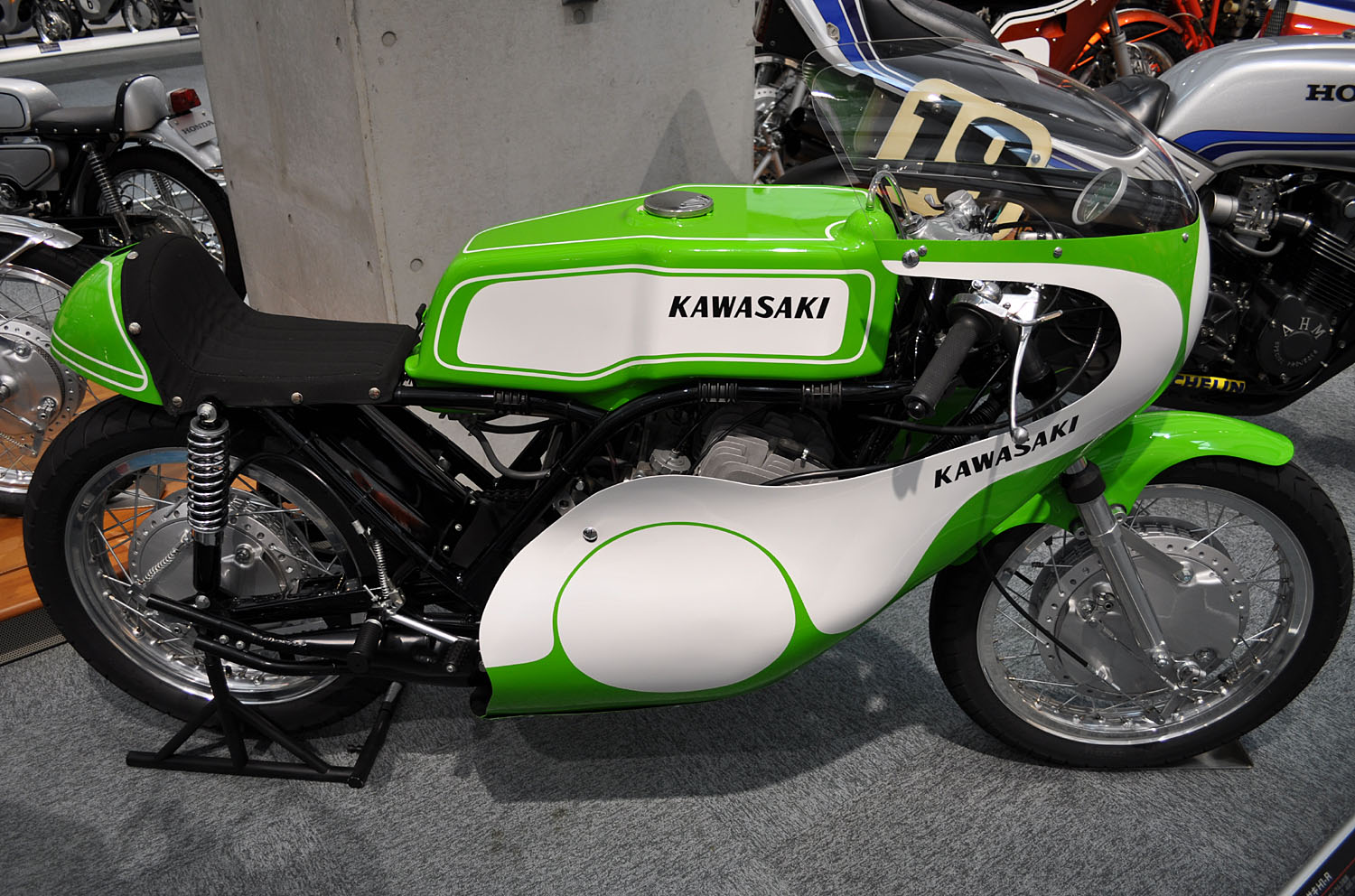
Kawasaki H 1 R

Barry Smith werd geboren in Macclesfield (Cheshire), waar hij ook zijn eerste motorfiets kocht, een 250cc-BSA. In 1959 verhuisde de familie Smith naar Australië, waar Barry racete tegen Kel Carruthers en wereldkampioen Tom Phillis. 

### Wereldkampioenschap wegrace
Barry Smith wilde echter meer racen dan in Australië en Nieuw-Zeeland mogelijk was en vertrok naar Europa. In 1963 debuteerde hij in het wereldkampioenschap toen hij met een Greeves Silverstone 250cc-race aantrad in de TT van Man. 

#### 1965
In het seizoen 1965 startte hij met Bultaco's in de GP van Spanje, maar Derbi bood hem een machine aan voor de 50cc-race. Daarin scoorde hij zijn eerste WK-punt, maar in de 250cc-race van de GP van Frankrijk stond hij zelfs op het podium. 

#### 1966
In het seizoen 1966 liet Derbi hem in de Spaanse GP in drie klassen starten, maar hij scoorde slechts een zesde plaats in de 50cc-klasse. Later in het seizoen werd hij in de 50-race van de GP des Nations op Monza vijfde. 

#### 1967
In het seizoen 1967 verdween een belangrijke concurrent uit de lichte klassen: Honda. Suzuki, dat inmiddels 50cc-tweecilinders had, bleef echter en was voor de eenvoudige eencilinders van Derbi en Kreidler niet te verslaan. De Spaanse GP werd een teleurstelling toen alle 50cc-Derbi's door Suzuki op minstens een ronde werden gereden. Barry Smith viel uit. In de GP van Duitsland en de GP van Frankrijk werd hij vierde en in de TT van Assen derde en ten slotte in de GP van Japan vijfde. 

#### 1968
In het seizoen 1968 stopte Suzuki ook als officieel fabrieksteam, maar Hans Georg Anscheidt mocht zijn Suzuki RK 67 houden om die machine als privérijder in te zetten. Bovendien kwam er met Jamathi nog een sterk team bij. Smith werd derde in de Spaanse Grand Prix achter Anscheidt en Ángel Nieto. Tijdens de 50 cc TT viel Nieto al in de eerste ronde, waarbij hij een been brak. Anscheidt was niet naar het eiland Man gekomen omdat hij als privérijder zelfs moest opdraaien voor de reiskosten en het Jamathi-team verscheen ook niet. Barry Smith profiteerde optimaal door de eerste overwinning van zijn carrière te scoren. In de GP van België streden Derbi en Jamathi om de tweede plaats in het kampioenschap, want Anscheidt werd wereldkampioen. Paul Lodewijkx werd met zijn Jamathi tweede in de race, hoewel Smith en Nieto er al slipstreamend alles aan hadden gedaan om hem voor te blijven. Derbi vatte het verlies niet ers sportief op: het liet de Jamathi open maken om te onderzoeken of de cilinderinhoud correct was. Dat was zo. Nieto werd derde in de race, maar Barry Smith werd achter Anscheidt en Lodewijkx derde in het wereldkampioenschap.

#### 1969
In het seizoen 1969 was Anscheidt gestopt en de Suzuki RK 67 van het toneel verdwenen. Jamathi was niet bijzonder sterk, maar Kreidler-importeur Van Veen uit Amsterdam was in eigen beheer de 50cc-Kreidlers gaan doorontwikkelen. Hij stelde zijn machines ter beschikking aan Aalt Toersen, Jan de Vries en af en toe ook Cees van Dongen. Toersen won de GP van Spanje voor Nieto en de Vries. Smith kwam ten val. In de GP van Duitsland werd Smith derde achter de beide Kreidlers, maar in de GP van Frankrijk werd hij slechts zesde door een slecht lopende motor. Smith won de TT van Assen voor de Vries en Toersen, terwijl Nieto uitviel. Smith won ook de Belgische GP, waar Nieto opnieuw uitviel. Smith stond nu op de tweede plaats in de WK-stand achter Aalt Toersen, maar met 20 punten achterstand. Bij de start van de GP van de DDR wilde zijn motor niet aanslaan. Nieto won voor teamgenoot Santiago Herrero. Smith kon nog oprukken naar de zevende plaats, die door een reglementswijziging vier punten opleverde. Hij behield zijn plaats in het WK. Paul Lodewijkx won de GP van Tsjecho-Slowakije. Smith werd tweede en Nieto derde. Smith begon nu Aalt Toersen in de WK-stand te naderen: hij had nog maar acht punten achterstand. In de Ulster Grand Prix brandde zijn machine uit. Nieto won en Toersen viel ook uit. Nieto nam de tweede plaats in het WK over van Smith en naderde Toersen tot slechts één punt. Lodewijkx won de GP des Nations, Smith werd tweede en Toersen derde. Nieto viel weer uit, maar Toersen moest zijn punten als streepresultaat wegstrepen, waardoor de WK-stand erg spannend was: Toersen 65 punten, Nieto en Smith 64 punten. Het wereldkampioenschap moest in de Grand Prix van de Adriatische Zee beslist worden. Toersen viel al in de tweede ronde uit door een defect drijfstanglager. Ook Barry Smith viel uit (vastloper). Lodewijkx won, maar Ángel Nieto had aan de tweede plaats genoeg om wereldkampioen te worden. Toersen eindigde als tweede en Barry Smith als derde. 
Na het seizoen 1969 gaf Barry Smith te kennen dat hij zou stoppen met racen, maar in 1970 startte hij met een Honda CB 500 Four in de Production 500 TT. In 1971 had hij een 250cc-productieracer aangeschaft, een 250cc-Yamaha TD 2 B, waarmee hij aan de Lightweight 250 cc TT deelnam. In 1972 startte hij zelfs in vijf klassen van de TT van Man: met een Yamaha TD 3 in de Lightweight 250 cc TT, met een Honda CB 350 in de Junior TT, met een Kawasaki H 1 R in de Senior TT, met een Honda CB 500 Four in de Production 500 TT en met een Honda CB 750 in de Formula 750 TT. Daarna stopte hij lang met motorraces. 

#### 1979
In het seizoen 1979 keerde hij terug naar Man, wellicht geïnspireerd door zijn leeftijdgenoot Mike Hailwood, die in 1978 na een afwezigheid van elf jaar de Formula One TT had gewonnen. Barry Smith won met een Yamaha TZ 250 de Formula Three TT, waar officieel een (weinig serieus genomen) wereldtitel aan vast zat. Met een 125cc-Morbidelli startte hij vervolgens in een aantal WK-races. Hij won de 125cc-GP van België. Dat was een overwinning met een rafelrandje, want de meeste topcoureurs boycotten de Grand Prix vanwege het spiegelgladde asfalt. In de GP van Zweden werd hij zevende en in de GP van Finland vijfde. Hij sloot het seizoen af als twaalfde in de WK-stand. 

### 1980
In het seizoen 1980 scoorde hij met een 125cc-MBA punten in drie GP's en hij eindigde als tiende in de WK-stand. Hij werd wel opnieuw wereldkampioen Formula Three door op Man te winnen.

### 1981
Ook in 1981 startte hij in de GP van Argentinië, waar hij als negende finishte en twee punten scoorde. Hij werd voor de derde keer wereldkampioen Formula Three. 
Hij racete nog tot 1983, toen hij, 43 jaar oud en na 25 jaar racen, zijn carrière afsloot. 
Met zijn vrouw Norma ging hij in Berwick, een buitenwijk van Melbourne wonen. Hij had al in de jaren zeventig drie motorzaken in Australië. Hij verkocht motorfietsen, die hij ook als reizend vertegenwoordiger bij races aanbood. In 1989 begon hij een online-handel in drukwerk (posters) van sporters. In 2014 werd hij opgenomen in de Hall of Fame van AMCN (Australian Motor Cycle News). 

### Wereldkampioenschap wegrace resultaten

#### Puntentelling t/m 1968
|         | 1e | 2e | 3e | 4e | 5e | 6e |
| ------- | -- | -- | -- | -- | -- | -- |
| Punten: | 8  | 6  | 4  | 3  | 2  | 1  |

#### Puntentelling vanaf 1969
|         | 1e | 2e | 3e | 4e | 5e | 6e | 7e | 8e | 9e | 10e |
| ------- | -- | -- | -- | -- | -- | -- | -- | -- | -- | --- |
| Punten: | 15 | 12 | 10 | 8  | 6  | 5  | 4  | 3  | 2  | 1   |

(Races in cursief geven de snelste ronde aan, punten (tussen haakjes) zijn inclusief streepresultaten)
| Jaar | Klasse | Team  | Motorfiets           | 1       | 2       | 3       | 4       | 5       | 6       | 7       | 8       | 9     | 10      | 11      | 12      | 13    | 14                         | Punten  | Plaats                                         | Overwinningen                      |                                     | Wereldkampioen |
| ---- | ------ | ----- | -------------------- | ------- | ------- | ------- | ------- | ------- | ------- | ------- | ------- | ----- | ------- | ------- | ------- | ----- | -------------------------- | ------- | ---------------------------------------------- | ---------------------------------- | ----------------------------------- | -------------- |
| 1963 | 250 cc | Privé | Greeves Silverstone  | SPA -   | DUI -   |         | IOM DNF | NED -   | BEL -   | ULS -   | DDR -   |       | NAT -   | ARG -   | JAP -   |       |                            | 0       | -                                              | 0                                  | Jim Redman, Honda RC 163            |                |
| 1964 | 250 cc | Privé | Greeves Silverstone  | VST -   | SPA -   | FRA -   | IOM DNF | NED -   | BEL -   | DUI -   | DDR -   | ULS - |         | NAT -   | JAP -   | 0     | -                          | 0       | Phil Read, Yamaha RD 56                        |                                    |                                     |                |
| 1965 | 50 cc  | Derbi | Derbi 50 GP          | VST -   | DUI -   | SPA 6   | FRA -   | IOM -   | NED -   | BEL -   |         |       |         |         |         | JAP - |                            | 1       | 15e                                            | 0                                  | Ralph Bryans, Honda RC 114 / RC 115 |                |
| 1965 | 125 cc | Privé | Bultaco TSS 125      | VST -   | DUI -   | SPA -   | FRA -   | IOM -   | NED 7   |         | DDR -   | TSL - | ULS -   | FIN -   | NAT -   | JAP - | 0                          | -       | 0                                              | Hugh Anderson, Suzuki RT 65        |                                     |                |
| 1965 | 250 cc | Privé | Bultaco TSS 250      | VST -   | DUI -   | SPA -   | FRA 3   | IOM DNF | NED 12  | BEL -   | DDR -   | TSL - | ULS -   | FIN -   | NAT -   | JAP - | 4                          | 17e     | 0                                              | Phil Read, Yamaha RD 56 / RD 05    |                                     |                |
| 1966 | 50 cc  | Derbi | Derbi 50 GP          | SPA 6   | DUI -   |         | NED -   |         |         |         |         |       | IOM DNF | NAT 5   | JAP -   |       |                            | 3       | 8e                                             | 0                                  | Hans Georg Anscheidt, Suzuki RK 66  |                |
| 1966 | 125 cc | Derbi | Derbi 125 GP         | SPA DNF | DUI -   |         | NED -   |         | DDR -   | TSL -   | FIN -   | ULS - |         |         |         | 0     | -                          | 0       | Luigi Taveri, Honda 2RC 146 / 4RC 146 / RC 148 |                                    |                                     |                |
| 1966 | 125 cc | Privé | Honda CR 93          |         |         |         |         |         |         |         |         |       | IOM 33  | NAT -   | JAP -   | 0     | -                          | 0       | Luigi Taveri, Honda 2RC 146 / 4RC 146 / RC 148 |                                    |                                     |                |
| 1966 | 250 cc | Derbi | Derbi 250 GP         | SPA DNF | DUI -   | FRA -   | NED -   | BEL -   | DDR -   | TSL -   |         |       |         |         |         | 0     | -                          | 0       | Mike Hailwood, Honda 3RC 164 / RC 165          |                                    |                                     |                |
| 1966 | 250 cc | Privé | Bultaco TSS 250      |         |         |         |         |         |         |         | FIN 7   | ULS - |         |         |         | 0     | -                          | 0       | Mike Hailwood, Honda 3RC 164 / RC 165          |                                    |                                     |                |
| 1966 | 250 cc | Privé | Thompson-Suzuki T 20 |         |         |         |         |         |         |         |         |       | IOM 12  | NAT -   | JAP -   | 0     | -                          | 0       | Mike Hailwood, Honda 3RC 164 / RC 165          |                                    |                                     |                |
| 1967 | 50 cc  | Derbi | Derbi 50 GP          | SPA DNF | DUI 4   | FRA 4   | IOM DNF | NED 3   | BEL -   |         |         |       |         |         |         | JAP 5 |                            | 12      | 5e                                             | 0                                  | Hans Georg Anscheidt, Suzuki RK 67  |                |
| 1967 | 125 cc | Privé | Bultaco TSS 125      | SPA DNF | DUI DNF | FRA -   | IOM DNF | NED -   |         | DDR -   | TSL -   | FIN - | ULS -   | NAT -   | CAN -   | JAP 6 | 1                          | 27e     | 0                                              | Bill Ivy, Yamaha RA 31             |                                     |                |
| 1967 | 250 cc | Privé | Thompson-Suzuki T 20 | SPA DNF | DUI -   | FRA -   | IOM DNF | NED -   | BEL -   | DDR -   | TSL -   | FIN - | ULS -   | NAT -   | CAN -   | JAP - | 0                          | -       | 0                                              | Mike Hailwood, Honda RC 166        |                                     |                |
| 1967 | 350 cc | Privé | Norton 40M           |         | DUI -   |         | IOM DNF | NED -   |         | DDR -   | TSL -   |       | ULS -   | NAT -   |         | JAP - | 0                          | -       | 0                                              | Mike Hailwood, Honda RC 174        |                                     |                |
| 1968 | 50 cc  | Derbi | Derbi GP 50          | DUI DNF | SPA 3   | IOM 1   | NED -   | BEL 4   |         |         |         |       |         |         |         |       |                            | 15      | 3e                                             | 1                                  | Hans Georg Anscheidt, Suzuki RK 67  |                |
| 1968 | 125 cc | Derbi | Derbi GP 125         | DUI -   | SPA -   | IOM DNF | NED 9   |         | DDR -   | TSL -   | FIN -   | ULS - | NAT -   | 0       | -       | 0     | Phil Read, Yamaha RA 31 A  |         |                                                |                                    |                                     |                |
| 1968 | 250 cc | Derbi | Derbi GP 250         | DUI -   | SPA 8   |         |         |         |         |         |         |       |         | 0       | -       | 0     | Phil Read, Yamaha RD 05 A  |         |                                                |                                    |                                     |                |
| 1968 | 250 cc | Privé | Thompson-Suzuki T 20 |         |         | IOM 20  | NED -   | BEL -   | DDR -   | TSL -   | FIN -   | ULS - | NAT -   | 0       | -       | 0     | Phil Read, Yamaha RD 05 A  |         |                                                |                                    |                                     |                |
| 1969 | 50 cc  | Derbi | Derbi GP 50          | SPA DNF | DUI 3   | FRA 6   |         | NED 1   | BEL 1   | DDR 7   | TSL 2   |       | ULS DNF | NAT 2   | ADR DNF |       |                            | 69 (73) | 3e                                             | 2                                  | Ángel Nieto, Derbi 50 GP            |                |
| 1969 | 125 cc | Derbi | Derbi GP 125         | SPA DNF | DUI -   | FRA -   | IOM DNF | NED 8   | BEL DNF | DDR -   | TSL -   | FIN 7 |         | NAT -   | ADR -   | 7     | 26e                        | 0       | Dave Simmonds, Kawasaki KR-1                   |                                    |                                     |                |
| 1969 | 250 cc | Privé | Thompson-Suzuki T 20 | SPA -   | DUI -   | FRA -   | IOM 18  | NED -   | BEL -   | DDR -   | TSL -   | FIN - | ULS -   | NAT -   | ADR -   | 0     | -                          | 0       | Kel Carruthers, Benelli 250 4C                 |                                    |                                     |                |
| 1971 | 250 cc | Privé | Yamaha TD 2 B        | OOS -   | DUI -   | IOM DNF | NED -   | BEL -   | DDR -   | TSL -   | ZWE -   | FIN - | ULS -   | NAT -   | SPA -   | 0     | -                          | 0       | Phil Read, Yamaha TD 2 B                       |                                    |                                     |                |
| 1972 | 250 cc | Privé | Yamaha TD 3          | DUI -   | FRA -   | OOS -   | NAT -   | IOM DNF | JOE -   | NED -   | BEL -   | DDR - | TSL -   | ZWE -   | FIN -   | SPA - |                            | 0       | -                                              | 0                                  | Jarno Saarinen, Yamaha YZ 635       |                |
| 1972 | 350 cc | Privé | Honda CB 350 K4      | DUI -   | FRA -   | OOS -   | NAT -   | IOM 16  | JOE -   | NED -   |         | DDR - | TSL -   | ZWE -   | FIN -   | SPA - | 0                          | -       | 0                                              | Giacomo Agostini, MV Agusta 350 3C |                                     |                |
| 1972 | 500 cc | Privé | Kawasaki H 1 R       | DUI -   | FRA -   | OOS -   | NAT -   | IOM DNF | JOE -   | NED -   | BEL -   | DDR - | TSL -   | ZWE -   | FIN -   | SPA - | 0                          | -       | 0                                              | Giacomo Agostini, MV Agusta 500 3C |                                     |                |
| 1979 | 125 cc | Privé | Morbidelli 125 GP    | VEN -   | OOS -   | DUI -   | NAT DNQ | SPA -   | JOE -   | NED DNQ | BEL 1   | ZWE 7 | FIN 5   | GBR DNF | TSL -   | FRA - | 25                         | 12e     | 1                                              | Ángel Nieto, Minarelli 125 GP      |                                     |                |
| 1980 | 125 cc | Privé | MBA                  | NAT 12  | SPA 4   | FRA 6   | JOE 7   | NED DNF | BEL -   | FIN -   | GBR DNF | TSL - | DUI -   |         |         |       |                            | 17      | 10e                                            | 0                                  | Pier Paolo Bianchi, MBA             |                |
| 1980 | 350 cc | Privé | Yamaha TZ 350 H      | NAT -   |         | FRA 22  |         | NED -   |         |         | GBR -   | TSL - | DUI -   | 0       | -       | 0     | Jon Ekerold, Bimota-Yamaha |         |                                                |                                    |                                     |                |
| 1981 | 125 cc | Privé | MBA                  | ARG 9   | OOS -   | DUI -   | NAT -   | FRA -   | SPA -   | JOE -   | NED -   |       | SMR -   | GBR -   | FIN -   | ZWE - | TSL -                      | 2       | 28e                                            | 0                                  | Ángel Nieto, Minarelli 125 GP       |                |

## Isle of Man TT resultaten
| Jaar | Klasse                | Team  | Motorfiets           | Plaats | Punten |
| ---- | --------------------- | ----- | -------------------- | ------ | ------ |
| 1963 | Lightweight 250 cc TT | Privé | Greeves Silverstone  | DNF    | 0      |
| 1964 | Lightweight 250 cc TT | Privé | Greeves Silverstone  | DNF    | 0      |
| 1965 | Lightweight 250 cc TT | Privé | Bultaco TSS 250      | DNF    | 0      |
| 1966 | 50 cc TT              | Privé | Suzuki               | DNF    | 0      |
| 1966 | Lightweight 125 cc TT | Privé | Honda CR 93          | 33e    | 0      |
| 1966 | Lightweight 250 cc TT | Privé | Thompson-Suzuki T 20 | 12e    | 0      |
| 1967 | 50 cc TT              | Derbi | Derbi 50 GP          | DNF    | 0      |
| 1967 | Lightweight 250 cc TT | Privé | Thompson-Suzuki T 20 | DNF    | 0      |
| 1967 | Junior TT             | Privé | Norton 40M           | DNF    | 0      |
| 1967 | Production 250 TT     | Privé | Thompson-Suzuki T 20 | 3e     | NVT    |
| 1968 | 50 cc TT              | Derbi | Derbi 50 GP          | 1e     | 8      |
| 1968 | Lightweight 125 cc TT | Derbi | Derbi 125 GP         | DNF    | 0      |
| 1968 | Lightweight 250 cc TT | Privé | Thompson-Suzuki T 20 | 20e    | 0      |
| 1968 | Production 250 TT     | Privé | Thompson-Suzuki T 20 | 3e     | NVT    |
| 1969 | Lightweight 125 cc TT | Derbi | Derbi 125 GP         | DNF    | 0      |
| 1969 | Lightweight 250 cc TT | Privé | Thompson-Suzuki T 20 | 18e    | 0      |
| 1969 | Production 250 TT     | Privé | Thompson-Suzuki T 20 | DNF    | NVT    |
| 1970 | Production 500 TT     | Privé | Honda CB 500 Four    | DNF    | NVT    |
| 1971 | Lightweight 250 cc TT | Privé | Yamaha TD 2 B        | DNF    | 0      |
| 1972 | Lightweight 250 cc TT | Privé | Yamaha TD 3          | DNF    | 0      |
| 1972 | Junior TT             | Privé | Honda CB 350 K4      | 16e    | 0      |
| 1972 | Senior TT             | Privé | Kawasaki H 1 R       | DNF    | 0      |
| 1972 | Production 500 TT     | Privé | Honda CB 500 Four    | 3e     | NVT    |
| 1972 | Formula 750 TT        | Privé | Honda CB 750 K2      | DNF    | 0      |
| 1979 | Junior 250 TT         | Privé | Yamaha TZ 250        | 35e    | NVT    |
| 1979 | Senior TT             | Privé | Onbekend             | DNF    | NVT    |
| 1979 | Formula Three TT      | Privé | Yamaha TZ 250        | 1e     | NVT    |
| 1980 | Junior TT             | Privé | Onbekend             | DNF    | NVT    |
| 1980 | Formula Three TT      | Privé | Yamaha TZ 250        | 1e     | NVT    |
| 1981 | Senior TT             | Privé | Yamaha TZ 350        | DNF    | NVT    |
| 1981 | Formula Three TT      | Privé | Yamaha TZ 250        | 1e     | NVT    |